# Anna Maria Guarnieri
Anna Maria Guarnieri (Milano, 20 agosto 1934) è un'attrice italiana.

## Biografia
È figlia del direttore d'orchestra Antonio Guarnieri, sorella del cantante e compositore Gianni Guarnieri e nipote del compositore Francesco de Guarnieri. Studia per due anni all'Accademia dei filodrammatici di Milano, quindi per due anni alla scuola del Piccolo Teatro, dalla quale viene espulsa per indisciplina. Debutta nel 1954, ancora diciannovenne, in Quando la luna è blu di Frederick Hugh Herbert, accanto a Enrico Maria Salerno e Luigi Cimara («È nata un'attrice» il giudizio di Silvio D'Amico). Nello stesso anno entra nella compagnia dei Giovani, il cui nucleo è costituito da Romolo Valli, Giorgio De Lullo, Rossella Falk, Elsa Albani; interpretando con successo ruoli drammatici, come Anna Frank, e più leggeri come Gigi, dall'omonimo romanzo di Colette. L'esperienza con la compagnia dei Giovani termina nel 1963 con la tournée nell'Europa Orientale.

Anna Maria Guarnieri e Giorgio De Lullo nel 1958

Dopo l'Estate teatrale veronese del 1963, passa alle regie di Franco Zeffirelli negli anni 1963-1968, tra le quali La lupa, con Anna Magnani al Maggio Musicale Fiorentino. Nel 1972 entra come prima attrice nella compagnia Teatro Opera 2, fondata dal regista Mario Missiroli. Con Missiroli, al Teatro Stabile di Torino, recita in opere di Carlo Goldoni, Luigi Pirandello, August Strindberg, Anton Čechov (Sonia in Zio Vanja, ruolo a cui afferma di tenere moltissimo), Shakespeare, John Webster, Frank Wedekind. Poi con Luca Ronconi.
Per la televisione, recita negli sceneggiati La cittadella, E le stelle stanno a guardare e David Copperfield, diretti da Anton Giulio Majano, nonché ne L'idiota e in Umiliati e offesi, diretti rispettivamente da Giacomo Vaccari e Vittorio Cottafavi. L'ultimo ruolo in televisione è stato nell'adattamento de La contessina Mizzi di Arthur Schnitzler, trasmesso nel 1986. Nel cinema lavora con Mauro Bolognini, Pasquale Festa Campanile, Enzo Muzii. Negli anni novanta interpreta soprattutto i grandi ruoli tragici del teatro di Euripide (Clitennestra, in Ifigenia in Tauride) e Pirandello (La ragione degli altri). Nel 2001 le viene conferito il premio Ugo Betti alla carriera. Nel 2010 sposa a Udine l'attore Luciano Virgilio.

## Teatro
- Quando la luna è blu di Frederick Hugh Herbert, regia di Luigi Cimara. Teatro delle Arti di Roma, 20 maggio 1954.
- Romeo e Giulietta di William Shakespeare, regia di Guido Salvini. Teatro romano di Verona, 7 luglio 1954.
- L'alba, il giorno e la note di Dario Niccodemi, regia di Luigi Cimara. Teatro Olimpia di Milano, 11 ottobre 1954.
- Lorenzaccio di Alfred de Musset, regia di Luigi Squarzina. Teatro Valle di Roma, 24 dicembre 1954.
- Una donna dal cuore troppo piccolo di Fernand Crommelynck, regia di Mario Ferrero. Teatro Manzoni di Milano, 16 febbraio 1955.
- Spiritismo nell'antica casa di Ugo Betti, regia di Mario Ferrero. Teatro Manzoni di Milano, 3 marzo 1955.
- Gigi di Colette e Anita Loos, regia di Giorgio De Lullo. Teatro Carignano di Torino, 14 aprile 1955.
- Assassinio nella cattedrale di T. S. Eliot, regia di Mario Ferrero. Chiostro di San Bernardino di Verona, 19 agosto 1955.
- Il mercante di Venezia di William Shakespeare, regia di Mario Ferrero. Teatro romano di Verona, 22 agosto 1955.
- La calunnia di Lillian Hellman, regia di Giorgio De Lullo. Teatro Manzoni di Milano, 6 dicembre 1955.
- Lo stratagemma dei bellimbusti di George Farquhar, regia di Giorgio Bandini. Teatro Manzoni di Milano, 29 dicembre 1955.
- La bugiarda di Diego Fabbri, regia di Giorgio De Lullo. Teatro Manzoni di Milano, 21 gennaio 1956.
- Il successo di Alfredo Testoni, regia di Giorgio De Lullo. Teatro comunale di Bologna, 14 marzo 1956.
- La bisbetica domata di William Shakespeare, regia di Franco Enriquez. Verona, Castelvecchio, 21 agosto 1956.
- ... e vissero felici e contenti di Enzo Biagi e Giancarlo Fusco, regia di Giorgio De Lullo. Teatro Nuovo di Milano, 14 novembre 1956.
- Il diario di Anna Frank di Albert Hackett e Frances Goodrich, regia di Giorgio De Lullo. Teatro Eliseo di Roma, 31 gennaio 1957.
- Gl'innamorati di Carlo Goldoni, regia di Mario Ferrero. Tournée America Latina (estate 1957)
- La fiaccola sotto il moggio di Gabriele D'Annunzio, regia di Giorgio De Lullo. Tournée America Latina (estate 1957)
- Lazzaro di Luigi Pirandello, regia di Romolo Valli. Tournée America Latina (estate 1957)
- Buon viaggio, Paolo di Gaspare Cataldo, regia di Giorgio De Lullo. Tournée America Latina (estate 1957)
- D'amore si muore di Giuseppe Patroni Griffi, regia di Giorgio De Lullo. Teatro La Fenice di Venezia, 25 giugno 1958.
- Il buio in cima alle scale di William Inge, regia di Giorgio De Lullo. Teatro Manzoni di Milano, 17 febbraio 1959.
- Sesso debole di Édouard Bourdet, regia di Giorgio De Lullo. Teatro Storchi di Modena, 28 novembre 1959.
- Anima nera di Giuseppe Patroni Griffi, regia di Giorgio De Lullo. Teatro Gaetano Donizetti di Bergamo, 6 aprile 1960.
- Le donne di buon umore o Le morbinose di Carlo Goldoni, regia di Giorgio De Lullo. Teatro La Fenice di Venezia, 7 ottobre 1960.
- Il carteggio Aspern di Michael Redgrave, regia di Giorgio De Lullo. Teatro Valle di Roma, 13 gennaio 1961.
- La notte dell'Epifania di William Shakespeare, regia di Giorgio De Lullo. Teatro romano di Verona, 8 luglio 1961.
- Un ostaggio di Brendan Behan, regia di Giorgio De Lullo. Teatro Manzoni di Milano, 9 marzo 1962.
- Sei personaggi in cerca d'autore di Luigi Pirandello, regia di Giorgio De Lullo. Varsavia, 1º aprile 1963.
- Amleto di William Shakespeare, regia di Frank Hauser. Teatro romano di Verona, 4 luglio 1963.
- Amleto di William Shakespeare, regia di Franco Zeffirelli. Teatro Eliseo di Roma, 4 dicembre 1963.
- Romeo e Giulietta di William Shakespeare, regia di Franco Zeffirelli. Teatro romano di Verona, 4 luglio 1964.
- La lupa di Giovanni Verga, regia di Franco Zeffirelli. Teatro della Pergola di Firenze, 24 maggio 1965.
- Black Comedy di Peter Shaffer, regia di Franco Zeffirelli. Teatro dell’Opera di Sanremo, 29 dicembre 1966.
- La promessa di Aleksej Nikolaevič Arbuzov, regia di Valerio Zurlini. Teatro Eliseo di Roma, 21 dicembre 1967.
- Due più due non fa più quattro di Lina Wertmüller, regia di Franco Zeffirelli. Teatro Metastasio di Prato, 21 dicembre 1968.
- Zeami di Masakazu Yamazaki regia di Gian Pietro Calasso. Teatro della Pergola di Firenze, 24 giugno 1971.
- La locandiera di Carlo Goldoni, regia di Mario Missiroli. Teatro della Pergola di Firenze, 2 febbraio 1972.
- Molto rumore per nulla di William Shakespeare, regia di Mario Missiroli. Teatro romano di Verona, 14 luglio 1972.
- Signorina Giulia di August Strindberg, regia di Mario Missiroli. Teatro delle Arti di Roma oma, 16 novembre 1973.
- Vestire gli ignudi di Luigi Pirandello, regia di Mario Missiroli. Teatro Quirino di Roma, 22 febbraio 1977.
- Zio Vanja di Anton Čechov, regia di Mario Missiroli. Teatro Carignano di Torino, 15 novembre 1977.
- Verso Damasco di August Strindberg, regia di Mario Missiroli. Teatro Metastasio di Prato, 7 aprile 1978.
- La duchessa di Amalfi di John Webster, regia di Mario Missiroli. Chiesa di San Nicolò di Spoleto, 7 luglio 1978.
- I giganti della montagna di Luigi Pirandello, regia di Mario Missiroli. Teatro Carignano di Torino, 19 novembre 1979.
- Le Baccanti di Euripide, regia di Giancarlo Sbragia. Teatro greco di Siracusa, 29 maggio 1980.
- Musik di Frank Wedekind, regia di Mario Missiroli. Teatro Carignano di Torino, 7 marzo 1981.
- La villeggiatura. Smanie avventure e ritorno di Carlo Goldoni, regia di Mario Missiroli. Palazzo del Collegio di Asti, 21 e 22 luglio 1981. (spettacolo suddiviso in due serate)
- Ifienia fra i Tauri di Euripide, regia di Lamberto Puggelli. Teatro greco di Siracusa, 28 maggio 1982.
- Antonio e Cleopatra di William Shakespeare, regia di Mario Missiroli. Teatro Vittorio Alfieri di Torino, 10 novembre 1982.
- Macbeth di William Shakespeare, regia di Vittorio Gassman. Teatro romano di Verona, 14 luglio 1983.
- Fedra di Jean Racine, regia di Luca Ronconi. Teatro Metastasio di Prato, 26 aprile 1984.
- Le donne gelose di Carlo Goldoni, regia di Gianfranco De Bosio. Teatro romano di Verona, 2 agosto 1985.
- Le false confidenze di Marivaux, regia di Walter Pagliaro. Teatro delle Arti di Roma, 14 novembre 1985.
- La serva amorosa di Carlo Goldoni, regia di Luca Ronconi. Teatro comunale di Gubbio, 5 ottobre 1986.
- Il gabbiano di Anton Čechov, regia di Massimo Castri. Teatro Metastasio di Prato, 11 marzo 1987.
- Tre sorelle di Anton Čechov, regia di Luca Ronconi. Teatro comunale di Gubbio, 28 marzo 1989.
- L'uomo difficile di Hugo von Hofmannsthal, regia di Luca Ronconi. Teatro Faraggiana di Novara, 13 maggio 1990.
- Gli ultimi giorni dell'umanità di Karl Kraus, regia di Luca Ronconi. Ex Sala Presse del Lingotto di Torino, 29 novembre 1990.
- La pazza di Chaillot di Jean Giraudoux, regia di Luca Ronconi. Teatro Carignano di Torino, 23 gennaio 1991.
- Nella gabbia di Henry James, regia di Luca Ronconi. Teatro Morlacchi di Perugia, 9 agosto 1991.
- La moglie saggia di Carlo Goldoni, regia di Giuseppe Patroni Griffi. Teatro Morlacchi di Perugia, 21 novembre 1991.
- Riunione di famiglia di T. S. Eliot, regia di Giorgio Marini. Teatro Civico di Tortona, 13 marzo 1992.
- Mademoiselle Molière di Giovanni Macchia, regia di Enzo Siciliano. Teatro Caio Melisso di Spoleto, 7 luglio 1992.
- Elettra di Euripide, regia di Massimo Castri. Teatro Caio Melisso di Spoleto, 9 dicembre 1993.
- Ifigenia in Tauride di Euripide, regia di Massimo Castri. Teatro Morlacchi di Perugia, 24 marzo 1994.
- Il cavaliere e la dama di Carlo Goldoni, regia di Mauro Avogadro. Festival teatrale di Borgio Verezzi, 14 luglio 1994.
- Verso Peer Gynt di Henrik Ibsen, regia di Luca Ronconi. Teatro Centrale di Roma, 13 aprile 1995.
- La ragione degli altri di Luigi Pirandello, regia di Massimo Castri. Teatro comunale di Gubbio, 14 gennaio 1997
- Memorie di una cameriera di Dacia Maraini, regia di Luca Ronconi. Teatro dei Riuniti di Umbertide, 20 settembre 1997.
- Medea di Franz Grillparzer, regia di Ninni Bruschetta. Teatro comunale di Gubbio, 9 gennaio 2001.
- Quel che sapeva Maisie di Henry James, regia di Luca Ronconi. Piccolo Teatro Grassi di Milano, 3 gennaio 2002.
- Le rane di Aristofane, regia di Luca Ronconi. Teatro greco di Siracusa, 19 maggio 2002.
- La tempesta di William Shakespeare, regia di Antonio Latella. Teatro comunale di Narni, 11 ottobre 2003.
- Le Coefore di Eschilo, regia di Monica Conti. Piccolo Arsenale di Venezia, 17 settembre 2004.
- Le serve (Les bonnes) di Jean Genet, regia di Giuseppe Marini. Teatro La Fenice di Senigallia, 9 marzo 2006.
- Di buona famiglia di Isabella Bossi Fedrigotti, regia di Cristina Pezzoli. Teatro Stabile di Bolzano, 5 ottobre 2006.
- Lunga giornata verso la notte di Eugene O'Neill, regia di Piero Maccarinelli. Teatro Marrucino di Chieti, 7 ottobre 2007.
- Febbre romana di Edith Wharton, regia di Cristina Comencini. Piccolo Eliseo di Roma, 15 dicembre 2008.
- Antonio e Cleopatra alle corse di Roberto Cavosi, regia di Andrée Ruth Shammah. Teatro Franco Parenti di Milano, 5 maggio 2009.
- Eleonora, ultima notte a Pittsburgh di Ghigo De Chiara, regia di Maurizio Scaparro. Teatro Caio Melisso di Spoleto, 2 luglio 2011.
- Sinfonia d'autunno di Ingmar Bergman, regia di Gabriele Lavia, Corciano. Teatro Cucinelli di Solomeo, 5 settembre 2014.
- Arsenico e vecchi merletti di Joseph Kesselring, regia di Geppy Gleijeses. Teatro Mercadante di Napoli, 13 luglio 2019.

## Filmografia

### Cinema
- Giovani mariti, regia di Mauro Bolognini (1958)
- Una vergine per il principe, regia di Pasquale Festa Campanile (1965)
- Come l'amore, regia di Enzo Muzii (1968)

### Televisione

Anna Maria Guarnieri (1971) ne Il crogiuolo (1953) di Arthur Miller

- Il delitto di Lord Arturo Saville di Oscar Wilde, regia di Claudio Fino, trasmessa il 5 marzo 1954.
- Schiccheri è grande di Sabatino Lopez, regia di Silverio Blasi, 24 marzo 1954.
- Gavino e Sigismondo di Cesare Giulio Viola, regia di Silverio Blasi, 9 aprile 1954.
- Il mercante di Venezia di William Shakespeare, regia di Mario Ferrero, 29 luglio 1955.
- Assassinio nella cattedrale di T. S. Eliot, regia di Mario Ferrero, 19 agosto 1955.
- La serenata al vento di Carlo Veneziani, regia di Claudio Fino, 13 luglio 1956.
- Umiliati e offesi di Fëdor Dostoevskij, regia di Vittorio Cottafavi, 4 puntate, dal 27 settembre al 18 ottobre 1958.
- L'idiota di Fëdor Dostoevskij, regia di Giacomo Vaccari, 4 puntate, dal 26 settembre al 17 ottobre 1959.
- Il più forte di Giuseppe Giacosa, regia di Edmo Fenoglio, 27 ottobre 1961.
- Le donne di buon umore ovvero Le morbinose di Carlo Goldoni, regia di Giorgio De Lullo, 29 dicembre 1961.
- L'Apollo di Bellac di Jean Giraudoux, regia di Flaminio Bollini, 15 febbraio 1962.
- L'invito al castello di Jean Anouilh, regia di Edmo Fenoglio, 13 agosto 1962.
- Notturno a New York di Clifford Odets, regia di Giuseppe Di Martino, 1º aprile 1963.
- Lo zoo di vetro di Tennessee Williams, regia di Vittorio Cottafavi, 5 aprile 1963.
- Cocktail Party di T. S. Eliot, regia di Mario Ferrero, 8 e 9 aprile 1963.
- La cittadella di Archibald Joseph Cronin, regia di Anton Giulio Majano, 7 puntate, dal 9 febbraio al 22 marzo 1964.
- David Copperfield di Charles Dickens, regia di Anton Giulio Majano, 8 puntate, dal 26 dicembre 1965 al 13 febbraio 1966.
- Le troiane di Euripide, regia di Vittorio Cottafavi, 17 febbraio 1967.
- Lo zoo di vetro di Tennessee Williams, regia di Vittorio Cottafavi, 5 novembre 1968.
- Ricorda con rabbia di John Osborne, regia di Mario Missiroli, 22 aprile 1969.
- La promessa di Aleksej Nikolaevič Arbuzov, regia di Valerio Zurlini, 23 giugno 1970.
- Romolo il Grande di Friedrich Dürrenmatt, regia di Daniele D'Anza, 23 aprile 1971.
- Il crogiuolo di Arthur Miller, regia di Sandro Bolchi, 19 e 21 maggio 1971.
- Uno dei due, episodio Le cugine, regia di Claudio Fino, 29 luglio 1971.
- E le stelle stanno a guardare di Archibald Joseph Cronin, regia di Anton Giulio Majano, 7 puntate, dal 7 settembre al 2 novembre 1971.
- Uragano di Aleksandr Nikolaevič Ostrovskij, regia di Giacomo Colli, 8 ottobre 1971.
- Il commissario De Vincenzi, episodio L'albergo delle tre rose, regia di Mario Ferrero, 31 marzo 1 e 2 aprile 1974.
- Il diavolo Peter di Salvato Cappelli, regia di Raffaele Meloni, 26 luglio 1974.
- L'olandese scomparso, regia di Alberto Negrin, 3 puntate, dal 20 ottobre al 3 novembre 1974.
- Le avventure della villeggiatura di Carlo Goldoni, regia di Mario Missiroli, 22 e 29 novembre 1974.
- La contessa Lara, regia di Dante Guardamagna, 23 e 25 marzo 1975.
- Lo stratagemma dei bellimbusti di George Farquhar, regia di Mario Missiroli, 17 ottobre 1975.
- Gli irreperibili di Heinrich Böll, regia di Salvatore Nocita, 15 aprile 1976.
- Il figlio di due madri di Massimo Bontempelli, regia di Ottavio Spadaro, 16 e 23 maggio 1976.
- L'agente segreto, dal romanzo di Joseph Conrad, regia di Antonio Calenda, 1º e 8 gennaio 1978.
- Candida di George Bernard Shaw, regia di Sandro Sequi, 5 aprile 1980.
- Ospiti di Ronald Harwood, regia di Giuliana Berlinguer, 10 maggio 1982.
- La contessina Mizzi di Arthur Schnitzler, regia di Antonio e Andrea Frazzi, 19 maggio 1986.

## Radio
- Nascita di Salomè di Cesare Meano, regia di Anton Giulio Majano, trasmessa il 31 maggio 1955.
- Boris Godunov di Aleksandr Puškin, regia di Corrado Pavolini, 10 maggio 1957.
- Diario di un curato di campagna di Georges Bernanos, regia Corrado Pavolini, 29 aprile 1958.
- Racconto di giovani mogli di Ronald Jeans, regia di Marco Visconti, 16 febbraio 1959.
- Il cavallo di Troia di Gastone Da Venezia e Ugo Liberatore, regia di Mario Ferrero, 2 aprile 1959.
- Gigi di Colette e Anita Loos, regia di Giorgio De Lullo, 18 febbraio 1960.
- Vicino e difficile, testo e regia di Luigi Squarzina, 26 ottobre 1960.
- Don Giovanni o Il convitato di pietra di Molière, regia di Mario Ferrero, 16 maggio 1961.
- Romeo e Giulietta di William Shakespeare, regia di Giorgio De Lullo, 11 gennaio 1962.
- Euridice di Jean Anouilh, regia di Giorgio Bandini, 17 gennaio 1962.
- La pietra di Luna di Wilkie Collins, regia di Dante Raiteri, 8 puntate, dal 28 aprile al 24 maggio 1963.
- Corruzione al Palazzo di giustizia di Ugo Betti, regia di Ottavio Spadaro, 7 giugno 1963.
- Invito alle nozze di Carson McCullers, regia di Giandomenico Giagni, 19 settembre 1963.
- Un amore senza fine di André Roussin, regia di Luciano Mondolfo, 19 ottobre 1965.
- Riccardo II di William Shakespeare, regia di Sandro Bolchi, 8 e 15 gennaio 1968.
- I barbari di Maksim Gor'kij, regia di Giorgio Pressburger, 30 dicembre 1968.
- La promessa di Aleksej Nikolaevič Arbuzov, regia di Dante Raiteri, 12 novembre 1969.
- Eugenia Grandet di Honoré de Balzac, regia di Ernesto Cortese, 15 puntate, dal 14 settembre al 2 ottobre 1970.
- Le ragazze delle Lande di Pia D’Alessandria, regia di Pietro Masserano Taricco, 15 puntate, dal 28 dicembre 1970 al 15 gennaio 1971.
- La parigina di Henry Becque, regia di Flaminio Bollini, 13 gennaio 1971.
- Gli orrori di Milano di Carlo Monterosso, regia di Giorgio Pressburger, 13 marzo 1972.
- Una candela al vento di Aleksandr Isaevič Solženicyn, regia di Giandomenico Giagni, 2 aprile 1972.
- Anche gli uccellini morti hanno le ali di Leonard Melfi, regia di Raffaele Meloni, 20 maggio 1972.
- Halloween di Leonard Melfi, regia di Raffaele Meloni, 2 dicembre 1972.
- L'arbitro di Gennaro Pistilli, regia di Orazio Costa, 17 dicembre 1972.
- Vere donne di Anne Charlotte Leffler, regia di Edmo Fenoglio, 19 marzo 1975.
- Le interviste impossibili: Maria Bellonci incontra Lucrezia Borgia, regia di Vittorio Sermonti, 22 aprile 1975.
- La tragedia spagnola di Thomas Kyd, regia di Roberto Guicciardini, 10 novembre 1975.
- Chi è Emmeline Pankhurst?, radiocomposizione di Edith Bruck e Vera Marzot, regia di Chiara Serino, 11 novembre 1975.
- Via dalla pazza folla di Thomas Hardy, regia di Vittorio Melloni, 18 puntate, dal 24 novembre al 17 dicembre 1975.
- Ferry-boat di Leonard Melfi, regia di Raffaele Meloni, 27 febbraio 1976.
- La festa del calzolaio di Thomas Dekker, regia di Edmo Fenoglio, 26 aprile 1976.
- La canaglia felice di Cletto Arrighi, regia di Ernesto Cortese, 15 puntate, dal 17 maggio al 4 giugno 1976.
- Gente nel tempo di Massimo Bontempelli, regia di Chiara Serino, 6 puntate, dal 12 al 29 ottobre 1976.
- L'Odissea di Omero, lettura in 54 puntate, regia di Vittorio Sermonti (1985)
- Le notti bianche, musica di Franco Mannino, 28 settembre 1990.

## Doppiaggio

### Film (parziale)
- Olivia Hussey in Romeo e Giulietta
- Judi Bowker in Fratello sole, sorella luna
- Roxanne Hart in Wilde Salomé

## Riconoscimenti
- 1969 – Candidatura Grolla d'oro alla miglior attrice
- 1986 – Premio Armando Curcio per il teatro[10]
- 1989 – Premio Renato Simoni
- 1993 – Premio IDI[11]
- 1994 – Premio Eleonora Duse
- 2001 – Premio Ugo Betti alla carriera[12]
- 2002 – Premio Ubu, miglior attrice non protagonista per Ciò che sapeva Maisie di Henry James
- Premio Flaiano Sezione teatro[13]
  - 1996 – Premio all'interpretazione per Verso Peer Gynt di Henrik Ibsen
  - 2009 – Alla carriera